# Neoschoenobia
Neoschoenobia är ett släkte av fjärilar. Neoschoenobia ingår i familjen Crambidae.
Kladogram enligt Catalogue of Life:
| Neoschoenobia | \| \| Neoschoenobia caustodes \| \| \| \| \| \| Neoschoenobia decoloralis \| \| \| \| \| \| Neoschoenobia testacealis \| \| \| \| |
|               | \| \| Neoschoenobia caustodes \| \| \| \| \| \| Neoschoenobia decoloralis \| \| \| \| \| \| Neoschoenobia testacealis \| \| \| \| |
|               | Neoschoenobia caustodes |
|               | |
|               | Neoschoenobia decoloralis |
|               | |
|               | Neoschoenobia testacealis |
|               | |